# Onthophagus sagittarius
Onthophagus sagittarius — вид жуків родини пластинчастовусих (Scarabaeidae).

## Поширення
Жук поширений в Південній та Південно-Східній Азії. Трапляється в Індії, Шрі-Ланці, Малайзії та Індокитаї. Завезений в Австралію та на Гаваї.

## Опис
Тіло завдовжки 10,0–13,0 мм, овальної форми. Забарвлення темно-коричневе, надкрила блідо-коричневі. Голова самця з парними рогами на кліпеусі; самиця з одинарним рогом на лобі. Пронотум самця з широким горбоподібним відростком. Скутеллум відсутній.

## Спосіб життя
Жуки риють нірки під гнойовими купами і потім заповнюють їх гноєм. Розвивається по одній личинці в кожній нірці.